# Universidad de Dongseo
La Universidad Dongseo es una de las principales universidades privadas que se encuentra en la ciudad portuaria de Busán, Corea del Sur. 
Cuenta con aproximadamente 12.000 estudiantes de pregrado y 500 estudiantes de posgrado, incluyendo 600 estudiantes internacionales de 27 países. Emplea a 350 profesores a tiempo completo. El actual presidente es Jekuk Chang (Hangul 장|제|국, Hanja 張|濟|國).

## Historia
La Universidad de Dongseo fue fundada en 1992 con el espíritu del cristianismo, con un énfasis en la Verdad, la creatividad, y el servicio como los valores académicos fundamentales.
El nombre dado originalmente a la escuela era "Dongseo Universidad de Tecnología" (Hangul 동서 공과 대학 Hanja 東西 工科 大學); Sin embargo, en 1996 el nombre fue cambiado oficialmente a la "Universidad Dongseo". 
En el momento de su creación, la Universidad Dongseo ofreció títulos de grado en 8 carreras. Actualmente, ofrece títulos de grado en 53 carreras y postgrados en 16 carreras.
La Universidad Dongseo fue fundada por el Dr. Sung Man Chang (Hangul 장 성 만, Hanja 張 聖 萬) y la Fundación para la Educación Dongseo. 
Los siguientes cuatro conceptos educativos y tres visiones de la excelencia académica fueron establecidos por el fundador en 1992 y han seguido actuando como una filosofía educativa orientar las políticas escolares.

## Cuatro Conceptos Educativos
1. Educación Compasiva: virtudes de crianza basadas en el amor, el servicio y la responsabilidad.
2. Educación Global: Fomentar una mentalidad global, junto con conocimientos de lenguas extranjeras que permiten a los estudiantes a comunicarse como líderes mundiales.
3. Información de la Educación: Adopción de habilidades de procesamiento de la información   necesarias en la era de la información.
4. Coeducación para la Industria y la Universidad: Fomentar un sistema de cooperación industrial-académico que beneficie a sus miembros y a sus comunidades.

## Tres Visiones para la Excelencia Educativa
1. Globalización: A través de una estrecha colaboración internacional de la Universidad Dongseo se centrará en proporcionar normas globales de reuniones educación. Asimismo, se establecerán, programas de titulaciones conjuntas internacionales de múltiples facetas, tanto en el pregrado y posgrado.
2. Especialización: A través de una infraestructura avanzada (que ahora incluye la Escuela Superior de Diseño Digital y de TI, el "Digital Image Design Innovation Center" (DIDIC), el Centro Regional de Innovación Tecnológica para "Ubiquitous Computer Graphics Application" (U-RIC), y el "Im Kwon Taek" Colegio de Cine y Artes Escénicas), la Universidad Dongseo fomentará talentos de la innovación digital para el siglo XXI.
3. Informatización: A través de un sistema basado en la información ubicua (U-Campus) que implica una red gigabites de alta velocidad, la Universidad Dongseo proporcionará a los estudiantes el conocimiento de trabajo en entornos de alta tecnología utilizando sistemas basados en móviles.

## Áreas de Especialización
La Universidad Dongseo es una institución líder en Corea en sus campos especializados, entre ellos Cine e Imagen, Informática, Diseño y Contenidos Digitales. 
Es también el hogar de una División Global de reciente apertura, que comprende los departamentos de Cine y Video, Estudios Internacionales, Ingeniería Informática, Biotecnología, y la División de Contenidos Digitales, todos los cuales ofrecen títulos de grado a través de programas que se imparten íntegramente en Inglés.

## Sucursales universitarias
La Universidad Dongseo opera sucursales universitarias en América y China, a cada uno de los que envía 100 estudiantes al año como parte de sus programas de estudio en el extranjero. 
El campus sucursal en los EE. UU. se encuentra en la Hope International University de Fullerton (California). En Wuhan China, la Universidad Dongseo opera conjuntamente el Instituto de Educación Internacional de Corea-China, con la Universidad de Económicas y Derecho de Zhongnan. 
El Campus de la Universidad Dongseo Centum City, situado junto a Busan Cinema Center en la  región Haeundae-gu de Busán, inaugurado oficialmente en el 2012 y es ahora el lugar principal para los cursos impartidos a través del Im Kwon Taek Facultad de Cine y Artes Escénicas .